# Dicranum nitidum
Dicranum nitidum là một loài rêu trong họ Dicranaceae. Loài này được Dozy & Molk. Dozy & Molk. mô tả khoa học đầu tiên năm 1854.